# Guanabacoa
Guanabacoa è un comune della provincia dell'Avana a Cuba.

## Origine del nome
Guanabacoa era così chiamata dagli indios taíno, e significa "terra di fiumi e colline", data l'abbondanza di piccoli corsi d'acqua e bassi rilievi.